# Sua Alteza Real
Sua Alteza Real (SAR na forma abreviada), também referido apenas como Alteza Real,  é um tratamento usado antes dos títulos nobiliárquicos de alguns membros de algumas famílias reais. Está abaixo do tratamento Alteza Imperial, que se refere aos detentores da condição imperial. É o terceiro maior tratamento da classe de alteza.

## Antiguidade
Este tratamento é a mais antiga variação do tratamento de Alteza, superando até mesmo em antiguidade o de Alteza Sereníssima, e o de Alteza Imperial. Por ser usado mais precisamente por parentes de reis, este tratamento é o mais desejado tratamento da variação de alteza, por vários motivos, e até culturais.

## Uso por outros aristocratas
Um arquiduque que é súdito de um rei, pode ser Sua Alteza Real, por concessão do soberano, mas isso não indica que ele seja da família real (portanto não tem direito ao trono), ou seja ele é apenas um aristocrata que tem este tratamento. É errôneo dizer que só príncipes possam ter este tratamento.

## Uso na Europa

### Países Baixos
Nos Países Baixos, o título de "príncipe/princesa dos Países Baixos" com o tratamento associado de Sua Alteza Real é automaticamente concedido por lei ao herdeiro aparente do trono e a ex-monarcas que tenham abdicado do trono. Adicionalmente, o título pode ser concedido por decreto real ao cônjuge do monarca, ao cônjuge do herdeiro aparente, aos filhos do herdeiro aparente e filhos do monarca em posição inferior ao herdeiro aparente na linha de sucessão.
De acordo com a regra, antes da abdicação da rainha Beatriz, em abril de 2013, tinham o título de príncipe/princesa dos Países Baixos:
- O príncipe de Orange, Guilherme Alexandre (atual rei), na época o herdeiro do trono.
- A princesa Máxima, esposa do príncipe de Orange.
- As princesas Catarina Amália, Alexia e Ariane, filhas do Príncipe de Orange e da princesa Máxima.
- O príncipe Constantino, terceiro filho da rainha Beatriz.
- As princesas Margriet, Irene e Christina, irmãs da rainha Beatriz (filhas da rainha Juliana).

O príncipe João Friso, segundo filho da rainha Beatriz, perdeu por sua vez o título de príncipe dos Países Baixos após ser excluído da casa real e da linha de sucessão ao trono por contrair matrimônio em 2004 sem o consentimento do parlamento neerlandês. Um decreto real de 2004, entretanto, permitiu ao príncipe manter o título pessoal e não hereditário de "príncipe de Orange-Nassau" com direito ao tratamento Sua Alteza Real. Como cortesia, as esposas do príncipe Constantino e do príncipe Friso, respectivamente Laurentien e Mabel, embora não sejam princesas por lei, usam os títulos dos maridos com o tratamento associado também de Sua Alteza Real.
Após a abdicação, a rainha Beatriz, nos termos da lei referida acima, recebeu o título de "princesa dos Países Baixos" com o tratamento de Alteza Real, enquanto Guilherme Alexandre passou a usar o título de "rei dos Países Baixos" com o tratamento associado de Sua Majestade (S.M). A esposa do rei Guilherme Alexandre, embora permaneça legalmente apenas "princesa dos Países Baixos", passou a usar o título de cortesia "rainha Máxima" com o tratamento também de Sua Majestade. A princesa Catarina Amália, como nova herdeira aparente, recebeu o título de "princesa de Orange", mantendo também seu título associado por lei de "princesa dos Países Baixos". Mantêm-se também "príncipes/princesas dos Países Baixos" com a designação de Alteza Real as princesas Alexia e Ariane, o príncipe Constantino e as princesas Margriet, Irene e Christina.
Finalmente, recebem a designação inferior de "Sua Alteza" (SA), sem o predicado "real", os filhos da princesa Margriet e do professor Pieter van Vollenhoven, respectivamente Maurits, Bernhard, Pieter-Christiaan e Floris van Oranje-Nassau van Vollenhoven, com os títulos pessoais e não hereditários associados de "Príncipe de Orange-Nassau".

### Reinos da Europa Latina
Os Filhos de França, membros da casa real francesa, desde o século XVII utilizam o estilo de Alteza Real. Em Portugal e Espanha, os herdeiros aparentes, como próximos a ocupar o trono, utilizam o estilo de Alteza Real. No Reino de Itália, o herdeiro também tinha direito ao tratamento de Alteza Real.

### Reino Unido
Na monarquia britânica, o tratamento de Sua Alteza Real está associado com as posições de príncipe e princesa. Entretanto, isso nem sempre é regra, pois o príncipe Filipe, Duque de Edimburgo, que recebeu tal tratamento em 1947, não foi titulado príncipe até 1958.
O tratamento também se revela importante quando um príncipe (ou uma princesa) possui outro título, como, por exemplo, duque (ou duquesa), pelo qual geralmente é conhecido. Por exemplo, Artur, Duque de Connaught foi um príncipe e um membro da família real britânica, enquanto que Sua Graça o Duque de Devonshire é um nobre não-membro da família real.
O exemplo recente são os novos duques de Cambridge, condes de Strathearn e barões de Carrickfergus. O príncipe Guilherme (que já era Alteza Real) e sua esposa, Catarina, têm o título de "SAR Duque de Cambridge", por pertencerem à família real britânica.
Luísa Windsor, filha de Eduardo, conde de Wessex, é legalmente "Sua Alteza Real a princesa Louise de Wessex"; contudo, seus pais decidiram que ela seria estilizada apenas como filha de um conde e não de um príncipe. Em contrapartida, suas primas mais velhas, as princesas Beatrice e Eugénia, filhas de André, Duque de Iorque, detêm o tratamento.
Uma carta-patente do Reino Unido, divulgada em 21 de agosto de 1996, estabelece que o tratamento recebido no dia do casamento por um cônjuge de um membro da família real britânica deixa de existir caso ocorra o divórcio. Por essa razão, Diana Frances Spencer, quando ela e o príncipe de Gales divorciaram-se, deixou de deter o tratamento e seu novo título passou a ser princesa de Gales.
Entretanto segundo a escritora Tina Brown, quase um ano antes, Filipe, Duque de Edimburgo deu um aviso a Diana: Se você não se comportar, nós removeremos seu título. Alega-se que Diana tenha respondido: Meu título é muito mais antigo do que o seu, Filipe. Com esta declaração Diana quis dizer que sua própria família, a família Spencer é muito mais antiga e bem mais aristocrática do que a própria família real britânica.
No funeral de Diana, em 1997, um ano após seu divórcio, seu irmão Charles Spencer, 9.º Conde Spencer fez um discurso sobre Diana, e deu uma declaração que foi considerada como uma resposta ao fato da rainha Isabel II do Reino Unido, que é sua madrinha de batismo, ter deliberadamente retirado de sua irmã o título de Alteza Real. Charles Spencer disse: Diana provou no último ano que ela não precisava de títulos de realeza para continuar a gerar seu próprio brilho de magia..

#### Mudanças recentes na concessão
Em 31 de dezembro de 2012, a rainha emitiu uma carta-patente declarando que não apenas os filhos, mas também as filhas do filho mais velho do príncipe de Gales podem receber o tratamento de Alteza Real e a dignidade de princesa do Reino Unido. Isto sucedeu pois caso contrário Jorge de Cambridge (filho de Catarina de Cambridge, que estava grávida dele na época) fosse menina, mesmo sendo filha do príncipe Guilherme e a terceira na linha de sucessão ao trono, não teria título de nobreza algum.

### Reino da Suécia
A Suécia só praticou primogenitura absoluta cognática por lei até 1980. Isto significa que a princesa Vitória é a primeira herdeira aparente e Daniel Westling tornou-se o primeiro homem do povo a obter um novo título ou classificação como cônjuge de uma princesa sueca e futura rainha. Todos os príncipes anteriores têm nascido na realeza e têm pais de origem sueca ou foram duques estrangeiros que tinham casado com princesas suecas. Como resultado, levantaram-se questões sobre como Daniel Westling seria conhecido após o casamento.
A corte real sueca anunciou pela primeira vez em 20 de fevereiro de 2009, que após seu casamento com a princesa Vitória, Duquesa da Gotalândia Ocidental que, Daniel Westling receberia os títulos de príncipe Daniel e Duque da Gotalândia Ocidental. Foi ainda anunciado em maio de 2010, pela corte real sueca, que Daniel Westling iria receber o estilo de "Sua Alteza Real" depois do seu casamento com a princesa Vitória. Vai, portanto, ser conhecido como "Sua Alteza Real o príncipe Daniel, Duque da Gotalândia Ocidental". A última parte do seu nome corresponde no formulário para o estilo usado por outros príncipes suecos, incluindo o irmão mais jovem da princesa Vitória, o príncipe Carlos Filipe da Suécia, Duque da Varmlândia, ou seja, príncipe e duque de determinado lugar. A novidade aqui é que Daniel Westling estaria usando o seu título ducal, algo novo para os homens na Suécia.
A Suécia havia descontinuado, no século XVII, a concessão das províncias como territórios territoriais para os príncipes reais que, como duques, eles tinham governado. Desde então, estes ducados provinciais existem na família real apenas nominalmente, mas cada príncipe ou princesa tradicionalmente mantém uma conexão pública especial para com o seu ducado. Os filhos dos reis suecos mantiveram o título principesco como um rank de nobreza (por exemplo, Fredrik Vilhelm, Furste av Hessenstein), como um título de cortesia de uma ex-dinasta (p. ex. príncipe Oscar Bernadotte) e, mais frequentemente, como um membro real (por exemplo, SAR o príncipe Bertil da Suécia, Duque de Halland).
A princesa Madalena da Suécia "Duquesa da Helsíngia e Gestrícia" se casou com o plebeu britânico-americano e banqueiro Christopher O'Neill, o casamento aconteceu em Estocolmo no dia 8 de junho de 2013.
A princesa Madelena não adotou o sobrenome O'Neill e em vez disso ficou sem sobrenome, permitindo-lhe manter o estilo de Alteza Real. Christopher O'Neill não mudou seu sobrenome, ao contrário de seu cunhado Daniel, marido da princesa Victoria.
Em maio de 2013, o marechal da Svante Lindqvist Realm anunciou que O'Neill pediu para não lhe fosse concedido o tratamento de "Sua  Alteza Real" e continuar a ser um cidadão privado. O'Neill, que pretendia manter as cidadanias do Reino Unido e dos EUA e seus negócios como chefe de pesquisa de uma empresa de investimentos em Nova Iorque, pois a renúncia a ambas cidadanias seria necessária para se tornar um membro da família real sueca. O'Neill, portanto, não se tornou o "Príncipe da Suécia" ou "Duque da Helsíngia e Gestrícia".
O'Neill é católico romano e o casal pretende continuar residindo em Nova Iorque, após o seu casamento, mas seus filhos terão de ser criados na Suécia e como luteranos, como a sua mãe, a fim de ter direitos de sucessão ao trono sueco.

## Uso na Ásia

### Reino do Butão
No Butão, o herdeiro do trono tem o direito de receber o tratamento de Alteza Real, em compensação também vários outros membros daquela casa real também têm o direito de receber este tratamento. [carece de fontes?]

### Reino da Tailândia
Neste reino, todos os membros da família do rei tem o direito de serem tratados por este estilo.